# Juncewo (Koejavië-Pommeren)
Juncewo is een plaats in het Poolse district  Żniński, woiwodschap Koejavië-Pommeren. De plaats maakt deel uit van de gemeente Janowiec Wielkopolski en telt 436 inwoners.